# Nishiokoppe
Nishiokoppe (西興部村?) è un villaggio giapponese della prefettura di Hokkaidō.